# Eriostethus infumatus
Eriostethus infumatus là một loài tò vò trong họ Ichneumonidae.